# Bernhard Wiegandt
Bernhard Wiegandt (1851-1918)  foi um pintor, aquarelista, desenhista e cenarista alemão, que ilustrou muitas paisagens. Ele veio para o Brasil em 1875 e tem alguns de seus quadros em exposição no Museu Paulista. Ele é um dos artistas mais reconhecidos pelo uso da técnica da aquarela.
Assim como outros artistas da Europa, veio para o Brasil para ampliar seus conhecimentos sobre o movimento artístico do naturalismo.

## Biografia
O artista Bernhard Wiegandt nasceu em Colônia, na Alemanha, em 13 de março de 1951.
No começo de sua carreira, Bernhard pintou cenários para para teatros em Berlim e em Hannover.
Wiegandt veio para o Brasil em 1875, onde ficou até 1880, durante esse período no país, realiza algumas de suas obras. Assim que chega ao país, fica com seu irmão, Conrad Wiegandt, no Pará, onde ele tem uma empresa de litogravura, a C. Wiegandt & Meyer. No Pará, o artista ilustrou o cartaz feito em comemoração à fundação de Belém.
Em 1877, foi para o Espírito Santo, onde pintou uma paisagem da cidade de Vitória; além disso, realiza cerca de oito pinturas em aquarela sobre paisagens da Amazônia. No ano seguinte, visita Teresópolis, no Rio de Janeiro, e também sua capital (Rio de Janeiro), e pinta diversas paisagens sobre os locais.
Em 1879, Bernhard Wiegandt participa da 25° Exposição Geral de Belas Artes, expondo 15 obras. Ele foi indicado à medalha de ouro pela comissão desta exposição, por suas belas paisagens e técnica de aquarela, que segundo os jurados, eram obras de excelente qualidade, porém, recebeu apenas uma distinção honorífica. Segundo a biografia do artista, realizada pelo Itaú Cultural, Bernhard não ganhou a medalha de ouro por influência de Bethencourt da Silva (1831-1911), que era professor do Liceu de Artes e Ofícios  e também da Academia Imperial de Belas Artes, além de ser arquiteto.
Nesta exposição, participaram também Vitor Meireles e Pedro Américo. Das 15 obras de aquarela expostas por Bernhard, 12 são paisagens no Catálogo: estudo do Natural.  
Ainda em 1879, algumas de suas obras são publicadas no livro de Herbert Huntington Smith (1851-1919), Brazil, the Amazons and the Coast. Quando deixa o Brasil em 1880, realiza mais pinturas sobre vistas do Rio de Janeiro.
Em 1881, Bernhard Wiegandt teve 12 obras expostas na Exposição de História do Brasil, no Rio de Janeiro.  
Continuou seus estudos sobre arte na Academia de Belas Artes de Munique em 1880. Na Academia, Bernhard Wiegandt teve aulas com Julius de Benczur (1844-1920) e Ludwig Von Löfftz (1845-1910).
Nos anos seguintes à 1882, Wiegandt deu aulas, juntamente com Fritz Makensen, para Paula Modersohn-Becker (1876-1907), uma das precursoras do expressionismo alemão.
A partir de 1890, Bernhard reside em Bremen, onde realiza pinturas como retratos, paisagens, cartografias, entre outros trabalhos, para o parlamento.
De 1893 a 1895, Bernhard Wiegandt instruiu um seminário para professoras em Bremen.
Atualmente, vários de seus trabalhos estão na Câmara Municipal de Bremen.

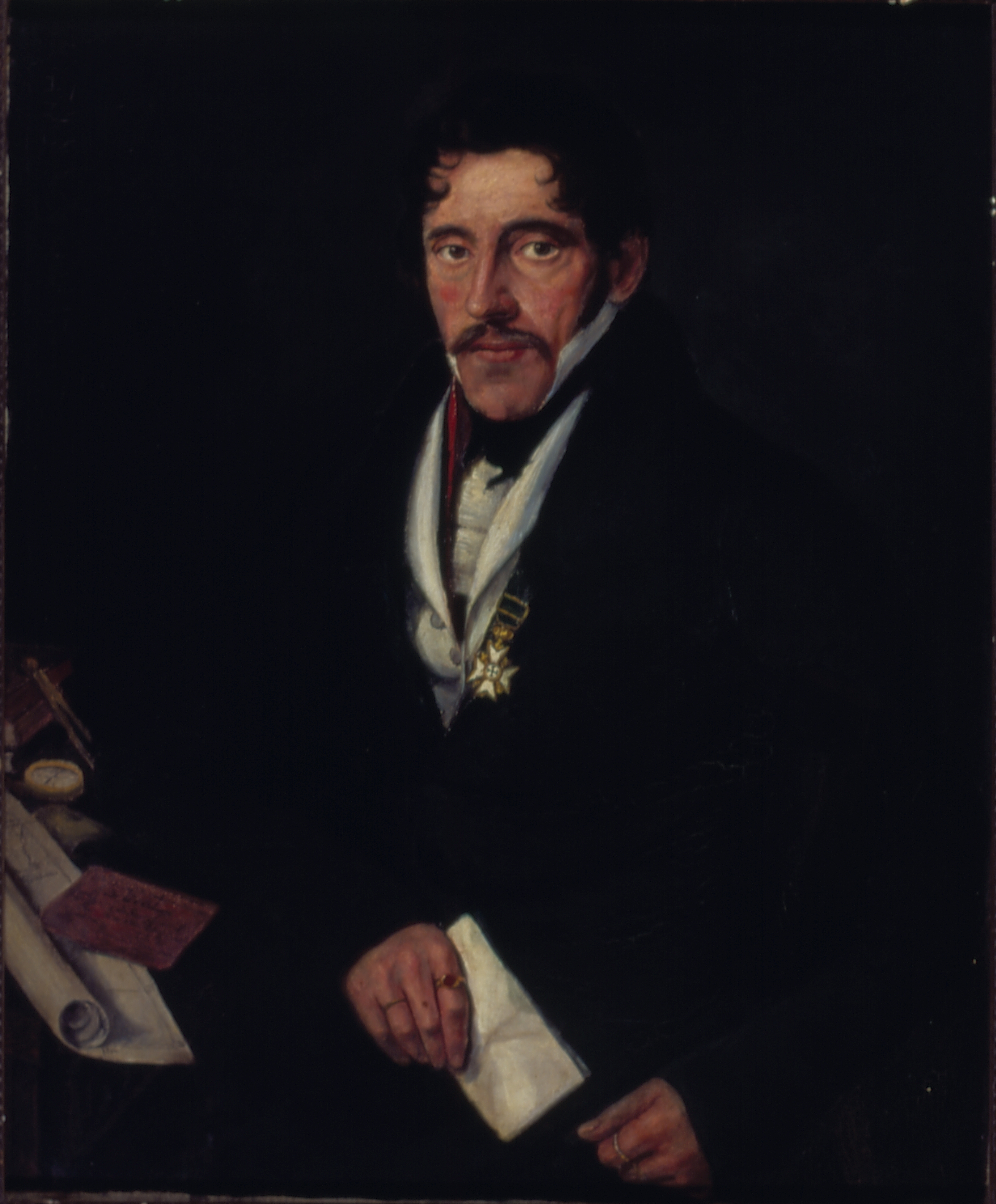
Wiegandt, Bernhard - Retrato de Wilhelm Ludwig Von Eschwege (Barão Guilherme de Eschwege)

## Obra
Nas aquarelas de Bernhard Wiegandt há uma leve gradação das cores, além de extremo cuidado na reprodução dos diferentes tipos de vegetação. O artista foi bastante reconhecido pelo uso da técnica da aquarela, além disso deve-se levarem conta a questão do estudo da arte de de técnicas de pintura ao ar livre. Ele faz parte da segunda metade de artistas europeus do movimento naturalista.
Segundo a autora Maria Elizabete Santos Peixoto, enquanto Bernhard Wiegandt residiu no Brasil,” [...] pintou diversas aquarelas de excepcional valor paisagístico e de inestimável significado enquanto documento botânico relativo à flora local.”
A obra de Wiegandt não representava o negro no Brasil e nem pode ser considerada uma pintura institucionalizada.

### Paisagens Brasileiras
Algumas de suas pinturas sobre paisagens brasileiras são a Rua Santo Amaro, Beneficência Portuguesa e Bairro do Flamengo Vistos do morro mundo novo, de 1879, na qual usou a técnica de têmpera sobre tela; e a obra Rua São Clemente, RJ, de 1884, na qual aplicou a técnica de óleo sobre tela.
Outras dua suas obras são: Serra dos Órgãos vista da Ilha do Governador (1880), Vegetação tropical (1878), Tijuca, Rio de Janeiro, Mulher brasileira com Pão-de-Açúcar ao fundo, entre muitas outras obras que pintou ao vir para o Brasil em 1875, utilizando a técnica do naturalismo.
Segundo a autora Sonia Gomes Pereira, a obra Vegetação tropical (1878), hoje localizada na Pinacoteca de São Paulo, pode ser a pintura, Composição no caráter da vegetação do Rio Amazonas, presente no Catálogo: estudo do Natural, apresentado na 25° Exposição Geral de Belas Artes, em 1879.
A outra paisagem que pode ter sofrido alterações em seu título é uma cena do Rio de Janeiro. A obra Tijuca pode ser Caminho da caixa d’água na Fábrica de Chitas, também do Catálogo. A pintura Tijuca pode ser encontrada no acervo dos Museus Castro Maya.

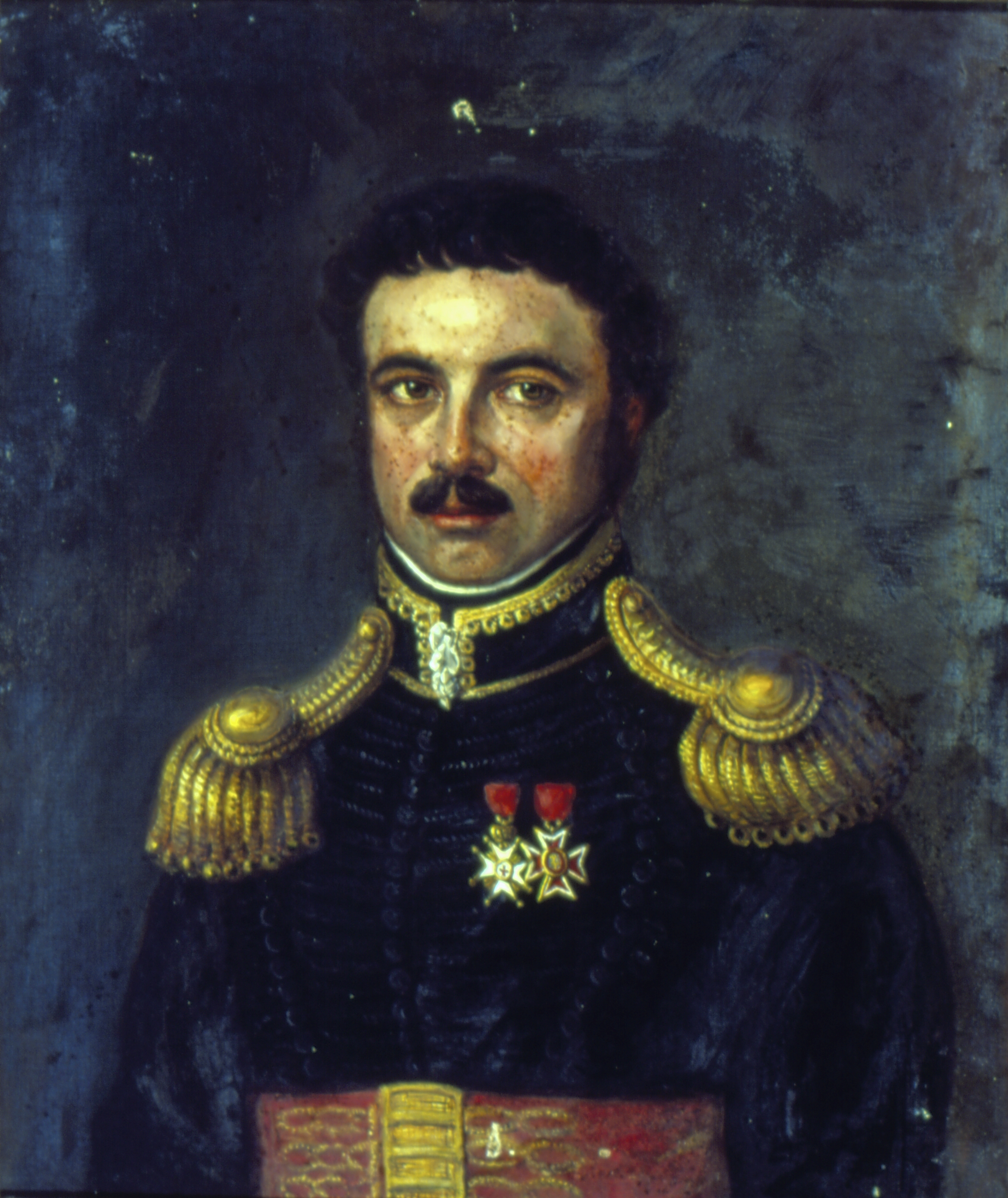
Wiegandt, Bernhard - Retrato de Frederico Guilherme Warnhagen, Acervo do Museu Paulista da USP

Bernhard Wiegandt foi o primeiro artista a pintar as Cataratas do Iguaçu, no Paraná. Realizada em 1888, a obra leva a técnica de óleo sobre tela e foi exposta recentemente na Coleção Brasiliana Itaú, no Espaço Olavo Setubal.

### Retratos
Dois retratos pintados pelo artista estão no Museu Paulista, em São Paulo. Um deles é o  Retrato de Frederico Guilherme Warnhagen e o outro é o Retrato de Wilhelm Ludwig Von Eschwege (Barão Guilherme de Eschwege).

## Análise
Bernhard Wiegandt foi um dos artistas mais reconhecidos pelo uso da técnica da aquarela. O artista também pintou muitas paisagens, inclusive cenas da natureza brasileira com todo seu aspecto exótico.

## Morte
Bernhard Wiegandt morreu em 1918, em Bremen, na Alemanha.

## Exposições
- 25ª Exposição Geral de Belas Artes, de 15 de março de 1889 a 18 de maio de 1889, Academia Imperial de Belas Artes, no Rio de Janeiro, RJ. Ele foi indicado à medalha de ouro pela comissão julgadora, mas recebe apenas uma distinção honorífica.[13]
- Exposição de História do Brasil,1881, no Rio de Janeiro, RJ.[1]
- Quadros Oitocentistas Brasileiros e Europeus, 1979, no Rio de Janeiro, RJ.[14]
- O Rio é lindo: a paisagem carioca no acervo do Banerj, 1985, no Rio de Janeiro, RJ.[15]
- Pintores Alemães no Brasil durante o Século XIX, 1989, Museu da Casa Brasileira, em São Paulo, SP.[16]
- O Rio de Janeiro de Machado de Assis, de 17 de outubro de 1989 a 03 de dezembro de 1989, Centro Cultural Banco do Brasil, no Rio de Janeiro, RJ.[17]
- O Brasil dos Viajantes, de 20 de outubro de 1994 a 18 de dezembro de 1994, Museu de Arte de São Paulo Assis Chateaubriand, em São Paulo, SP.[18]
- O Brasil dos Viajantes, de 26 de janeiro de 1995 a 1 de abril de 1995, Centro Cultural de Belém, em Lisboa, Portugal.[19]
- Visões do Rio, de 21 de junho de 1996 a 21 de julho de 1996, Museu de Arte Moderna do Rio de Janeiro, no Rio de Janeiro, RJ.[20]
- O Brasil Redescoberto, de setembro de 1999 a novembro de 1999, Paço Imperial, no Rio de Janeiro, RJ.[21]
- A Paisagem Carioca, de 8 de agosto de 2000 a 17 de setembro de 2000, Museu de Arte Moderna do Rio de Janeiro, no Rio de Janeiro, RJ.[22]
- O Café, de 28 de agosto de 2000 a 20 de outubro de 2000, Banco Santander, em São Paulo, SP.[23]
- Aquarela Brasileira, de 22 de maio de 2001 a 22 de julho de 2001, Centro Cultural Light, no Rio de Janeiro, RJ.[24]
- Arte Brasileira sobre Papel: séculos XIX e XX, de 30 de setembro de 2002 a 29 de dezembro de 2002, Solar do jambeiro, em Niterói, RJ.[25]
- Amazônia, Ciclos de Modernidade,  de 29 de maio de 2012 a 22 de julho de 2012, Centro Cultural Banco do Brasil, no Rio de Janeiro, RJ.[26]
- Rio de Imagens: uma paisagem em construção, de 1 de março de 2013 a 4 de agosto de 2013, Museu de Arte do Rio, no Rio de Janeiro, RJ.[27]